# Очеретянка звичайна
Очеретянка звичайна (Phalaris arundinacea) — вид трав'янистих рослин родини тонконогові (Poaceae). Етимологія: лат. arundinacea — «очеретоподібний».

## Опис
Багаторічник. Кореневища подовжені. Стебла прямостійні, 50–150(200) см завдовжки. Листя стеблове. Язичок 6–10 мм довжиною. Листові пластинки довжиною 10–20 см, 5–15 мм завширшки. Суцвіття — волоть 7–40 см завдовжки, 1–4 см шириною. Основні гілки волоті притиснуті. Колоски притиснуті, поодинокі. Колоски яйцеподібні, стислі з боків, 3.5–7.5 мм довжини. Пиляків 3, 2.5–3 мм довжиною. 2n=28.

## Поширення
Ареал охоплює всю північну півкулю, Європу, Азію, Північну Африку і Північну Америку. Крім того, вид натуралізований у деяких частинах інших частинах світу (Південна Америка, Австралія, Нова Зеландія, Лесото, ПАР). Також культивується. Населяє затоплені райони, заболочені місця і річечки. Вид світлолюбний, але переносить півтінь.
В Україні зростає по берегах річок і на заболочених лугах, нерідко утворює зарості — по всій Україні (за винятком пд. Криму), але частіше в лісових і лісостепових районах. Кормова рослина, а варіація зі смугастим листям — декоративна.

## Використання
P. arundinacea розглядається як енергетична культура з високим виходом біомаси. Містить грамін. Через шкідливу дію граміну на худобу, таку як вівці, були виведені бідні на грамін сорти.

## Галерея

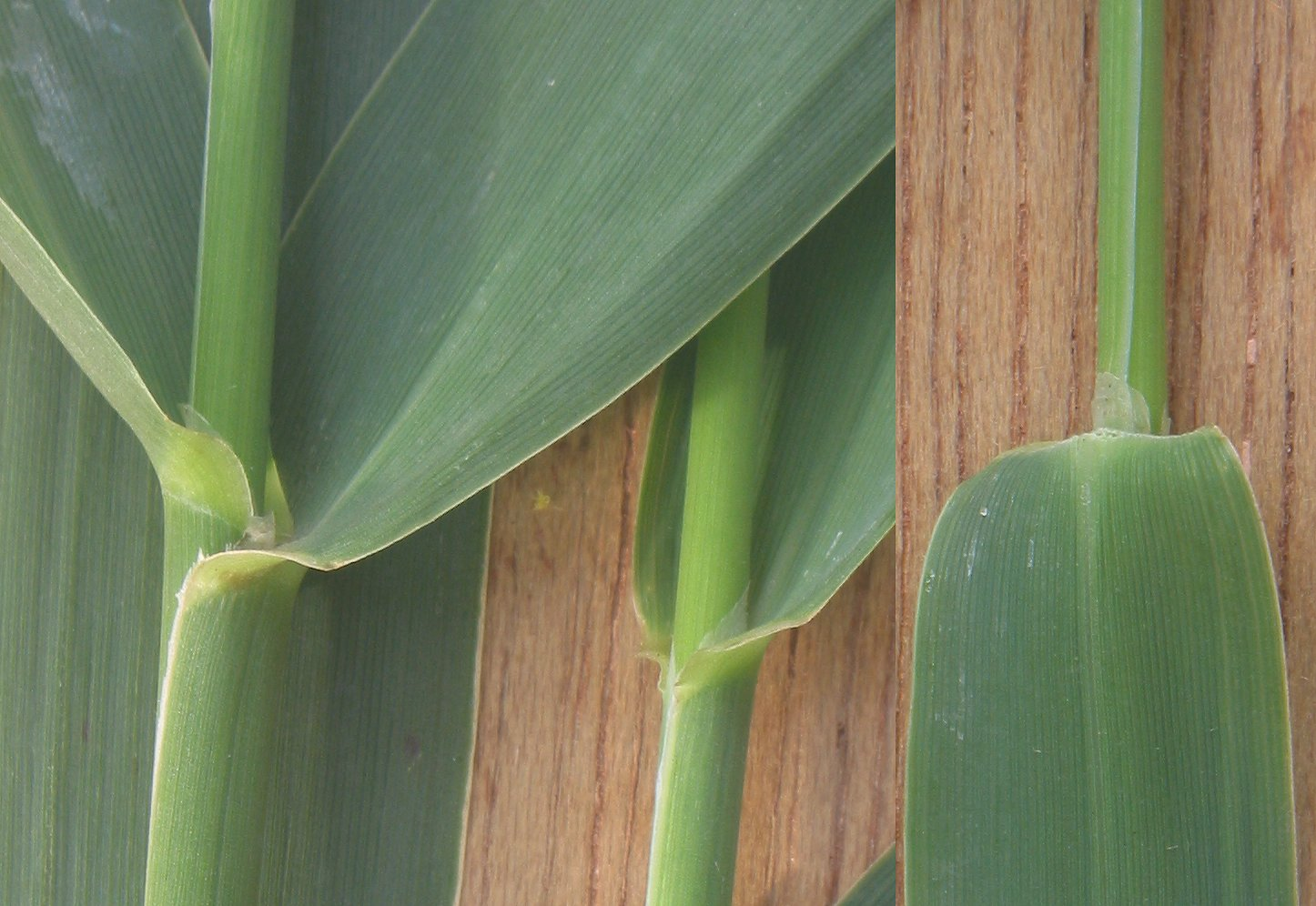
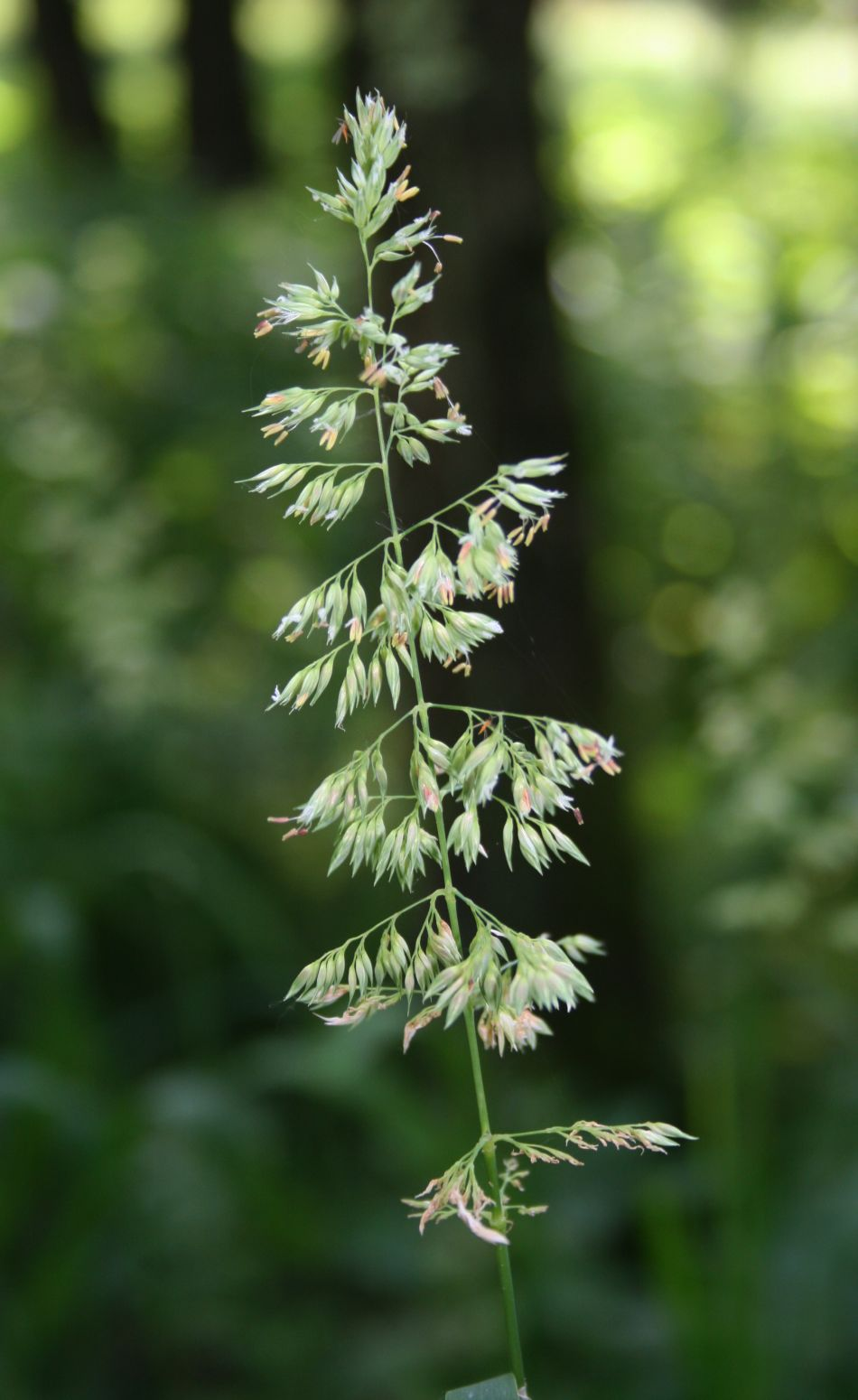
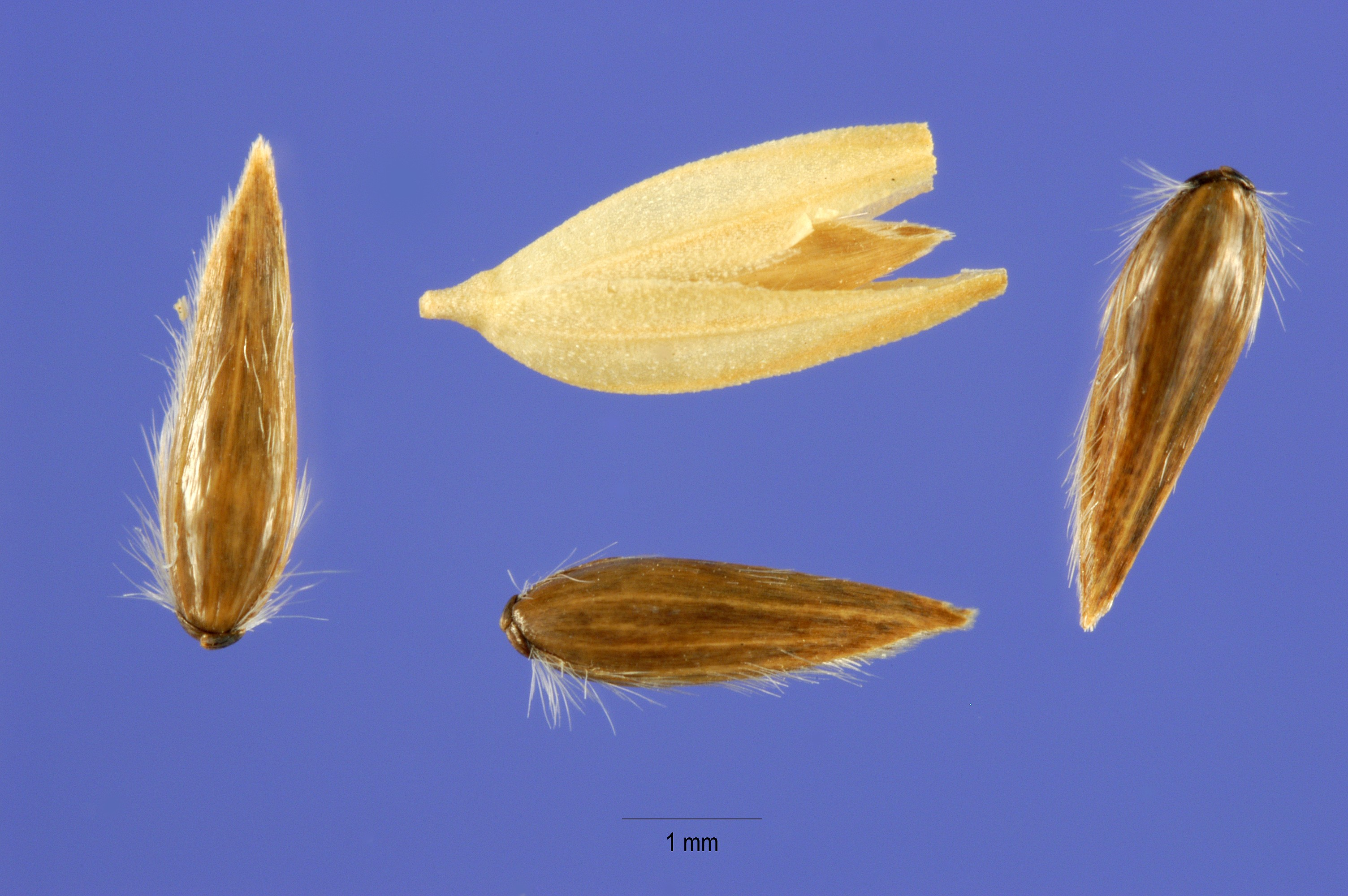
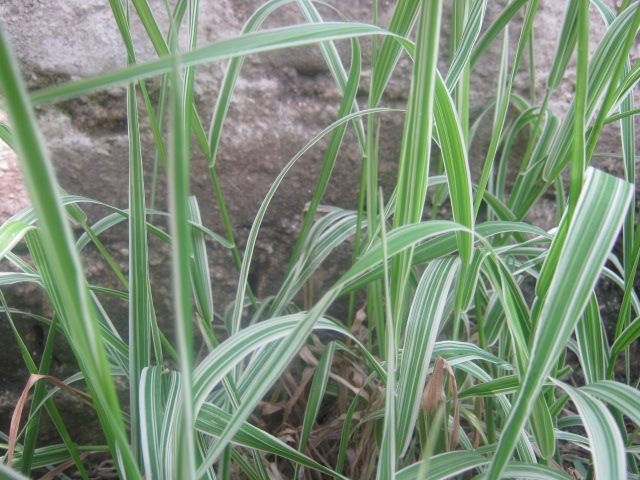